# Рудна-Мала (Підкарпатське воєводство)
Рудна-Мала (пол. Rudna Mała) — село в Польщі, у гміні Глогув-Малопольський Ряшівського повіту Підкарпатського воєводства. Населення — 1421 особа (2011).
У 1975-1998 роках село належало до Ряшівського воєводства.

## Демографія
Демографічна структура станом на 31 березня 2011 року:
|          | Загалом | Допрацездатний вік | Працездатний вік | Постпрацездатний вік |
| -------- | ------- | ------------------ | ---------------- | -------------------- |
| Чоловіки | 701     | 170                | 472              | 59                   |
| Жінки    | 720     | 134                | 440              | 146                  |
| Разом    | 1421    | 304                | 912              | 205                  |